# ニュースフレッシュ山梨
『ニュースフレッシュ山梨』（ニュースフレッシュやまなし）は、2001年4月2日から2006年3月31日までNHK甲府放送局（総合テレビ・当時試験放送中だったデジタル総合テレビ）で放送されていた山梨県内ローカルニュース番組。後番組は『Newsまるごと山梨』。

## 放送時間
- 月曜 - 金曜 18:10 - 18:59 （JST） - 祝日には放送を休止。18:52 - 18:54には東京発の全国気象情報をネット。当時試験放送中だったワンセグでは放送されず、『首都圏ネットワーク』に差し替えられていた。

## 出演者

### キャスター
- 山田貴幸アナウンサー（月曜 - 金曜）
- 渡邊瑠衣
- 横田真理子

### リポーター
- 井上朋子
- 松尾れい

| NHK甲府放送局 平日夕方のローカルニュース | NHK甲府放送局 平日夕方のローカルニュース | NHK甲府放送局 平日夕方のローカルニュース |
| 前番組                                   | 番組名                                   | 次番組                                   |
| ---------------------------------------- | ---------------------------------------- | ---------------------------------------- |
| まるまる山梨610                          | ニュースフレッシュ山梨                   | Newsまるごと山梨                         |